# Ectinita

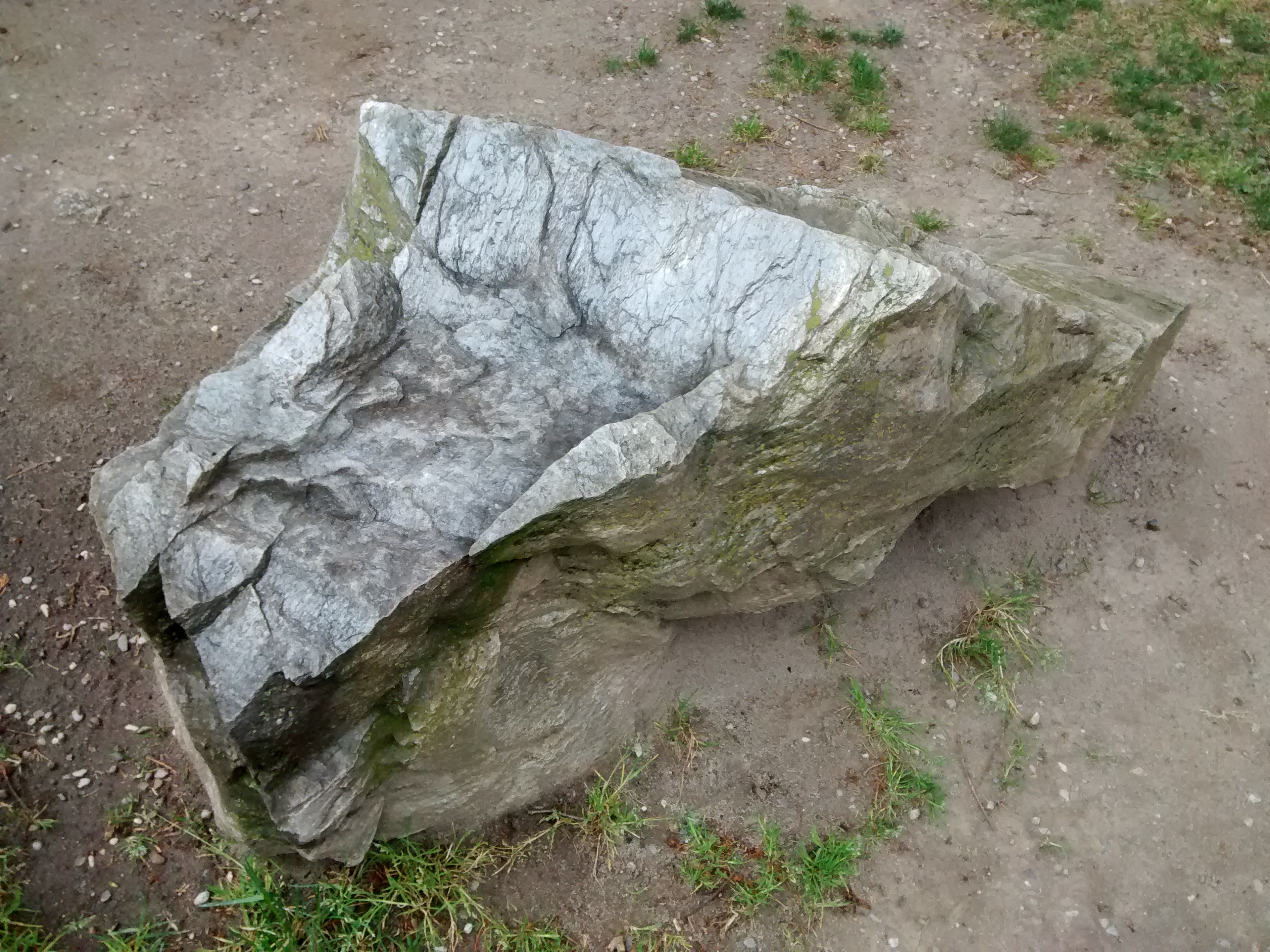
Roca de fil·lita (ectinites), procedent de la Massana, al Parc Central d'Andorra, Jardí de Roques.

L'ectinita (geologia, petrologia) és una roca metamòrfica resultant de la recombinació de la materia d'una roca preexistent (protòlit) i que s'ha desenvolupat isoquímicament, sense introducció o pèrdua de matèria.
Les roques metamòrfiques poden agrupar-se, per les seves característiques i grau de metamorfisme, en ectinites i migmatites Les ectinites han estat poc o gens modificades en la seva composició però sí recrista·litzades: esquists, micacites (micaesquist) i gneis. Les migmatites, més afectades, han experimentat una mescla o fusió total (anatèxia).
Alguns autors descriuen les ectinites com a fil·lites i esquists quarcítics de gra fi i de colors vermellosos a grisos foscos. Sovint es presenten entre altres roques metamòrfiques: migmatites, ectinites, leptinites; i magmàtiques: granits, microgranits, riolites, en conjunts afectats per successius fenòmens metamòrfics i magmàtics.
En les ectinites i, sobretot en els micaesquists, predomina clarament la textura escamosa, amb els plans d'esquistositat o foliació, observables i nombrosos, que se succeeixen a pocs centímetres l'un de l'altre.